# Gliophorus viscaurantius
Gliophorus viscaurantius är en svampart som beskrevs av E. Horak 1973. Gliophorus viscaurantius ingår i släktet Gliophorus och familjen Hygrophoraceae.   Inga underarter finns listade i Catalogue of Life.

## Källor

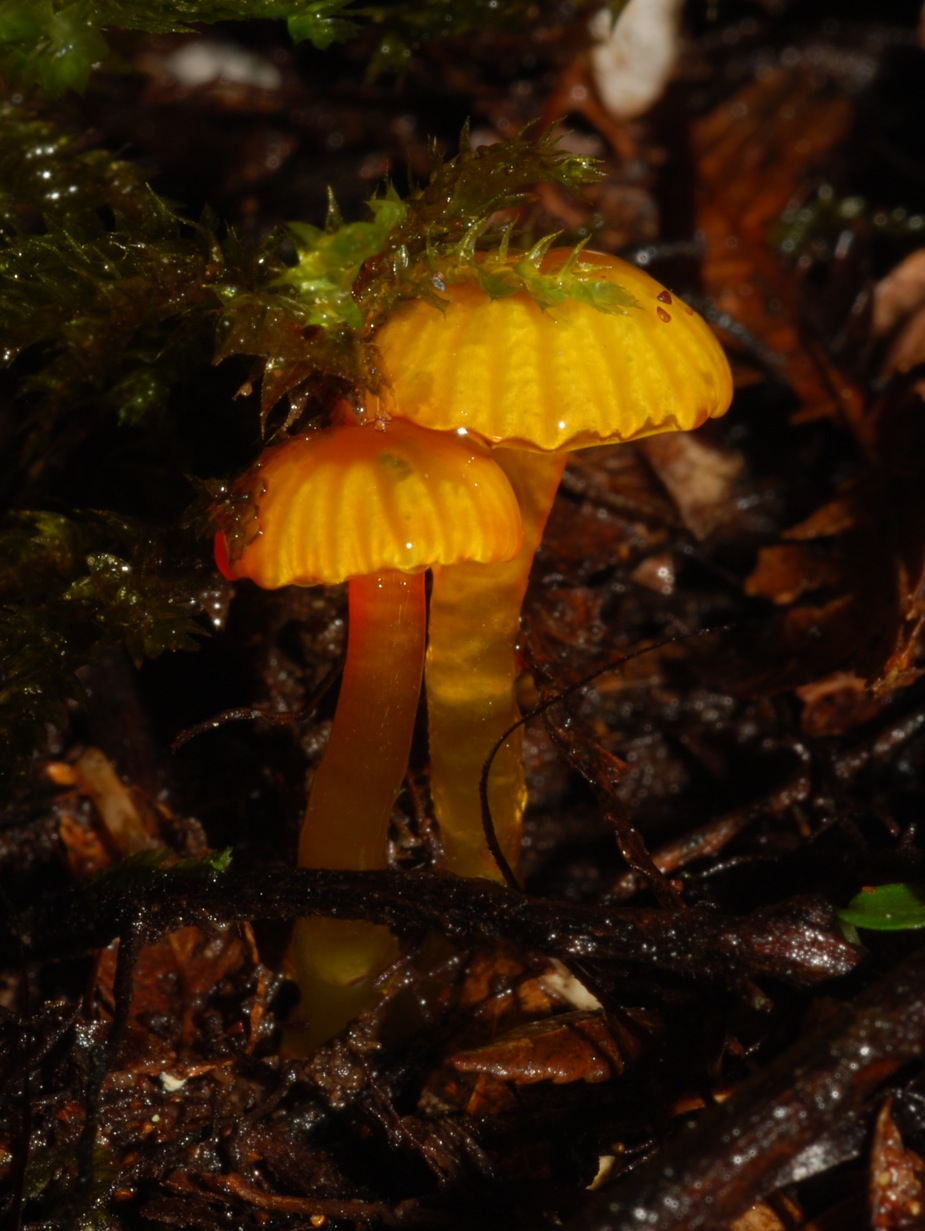
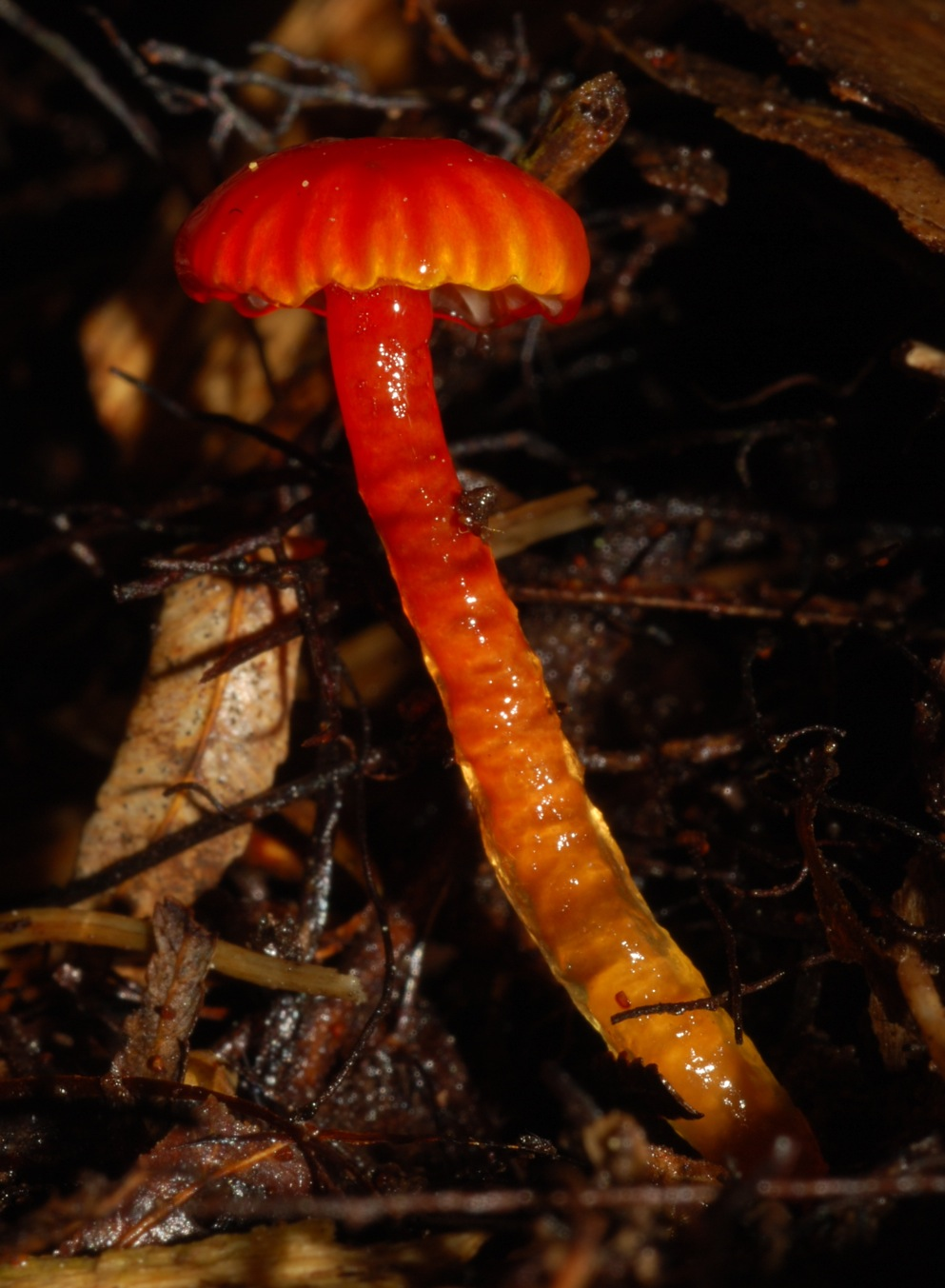
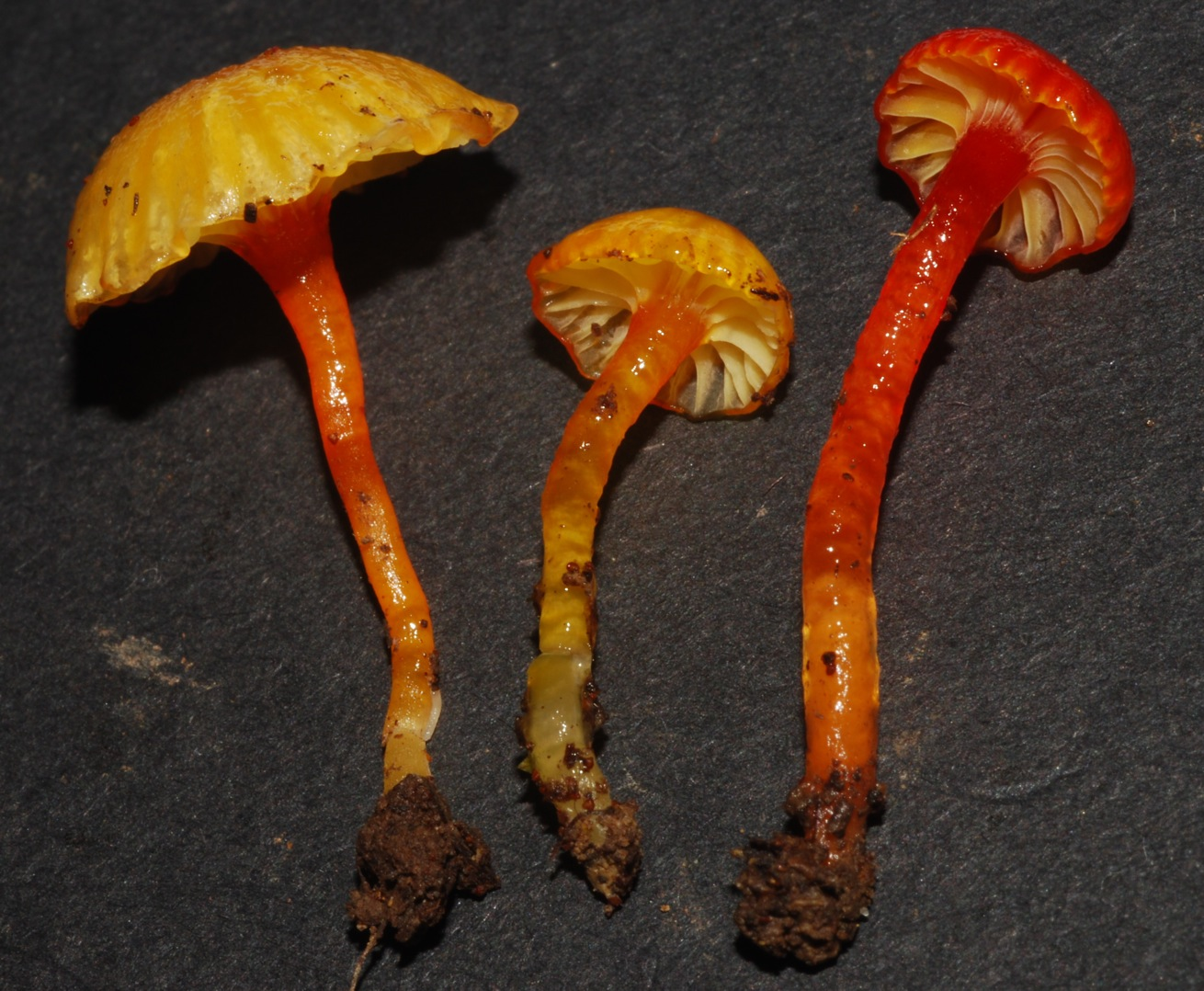
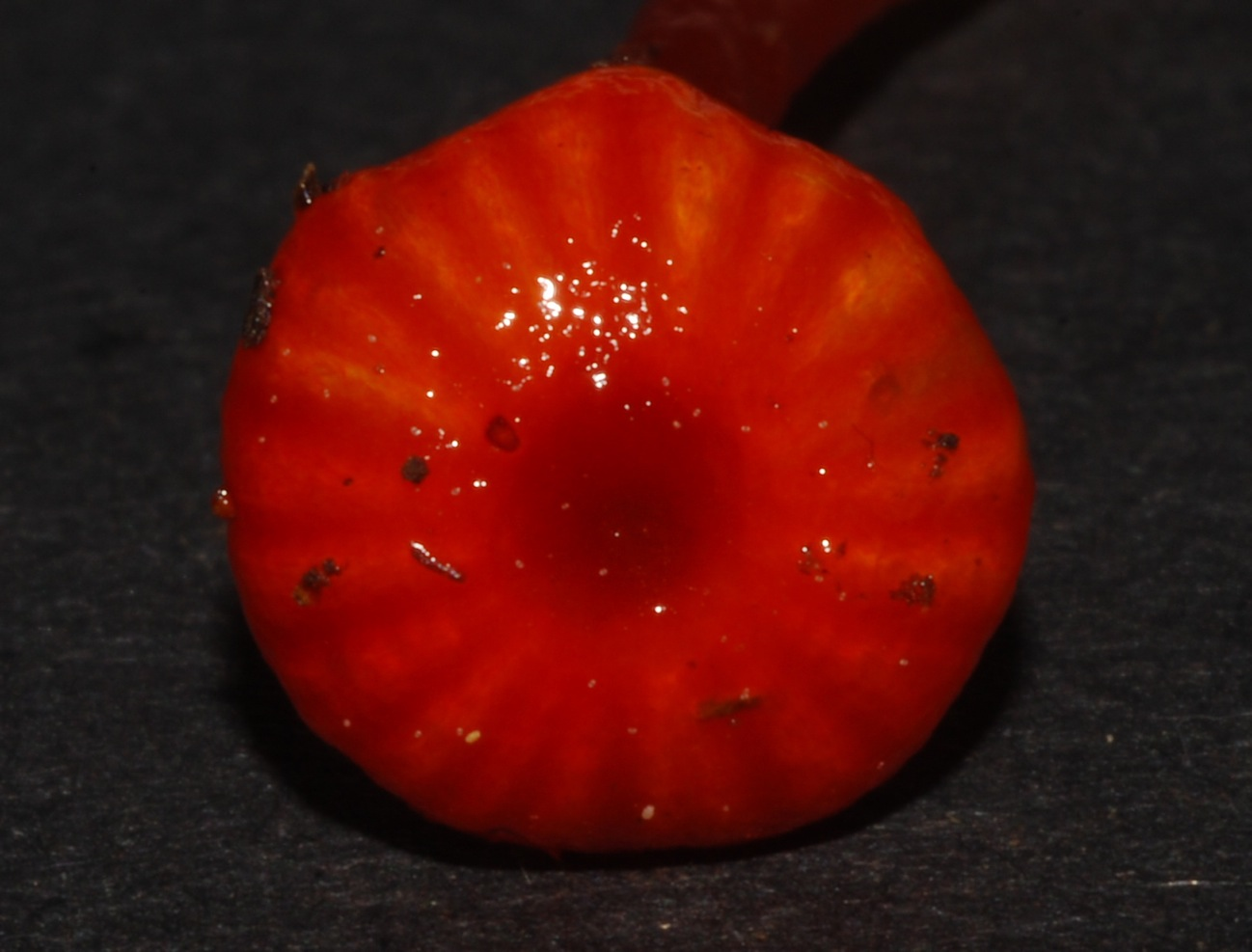
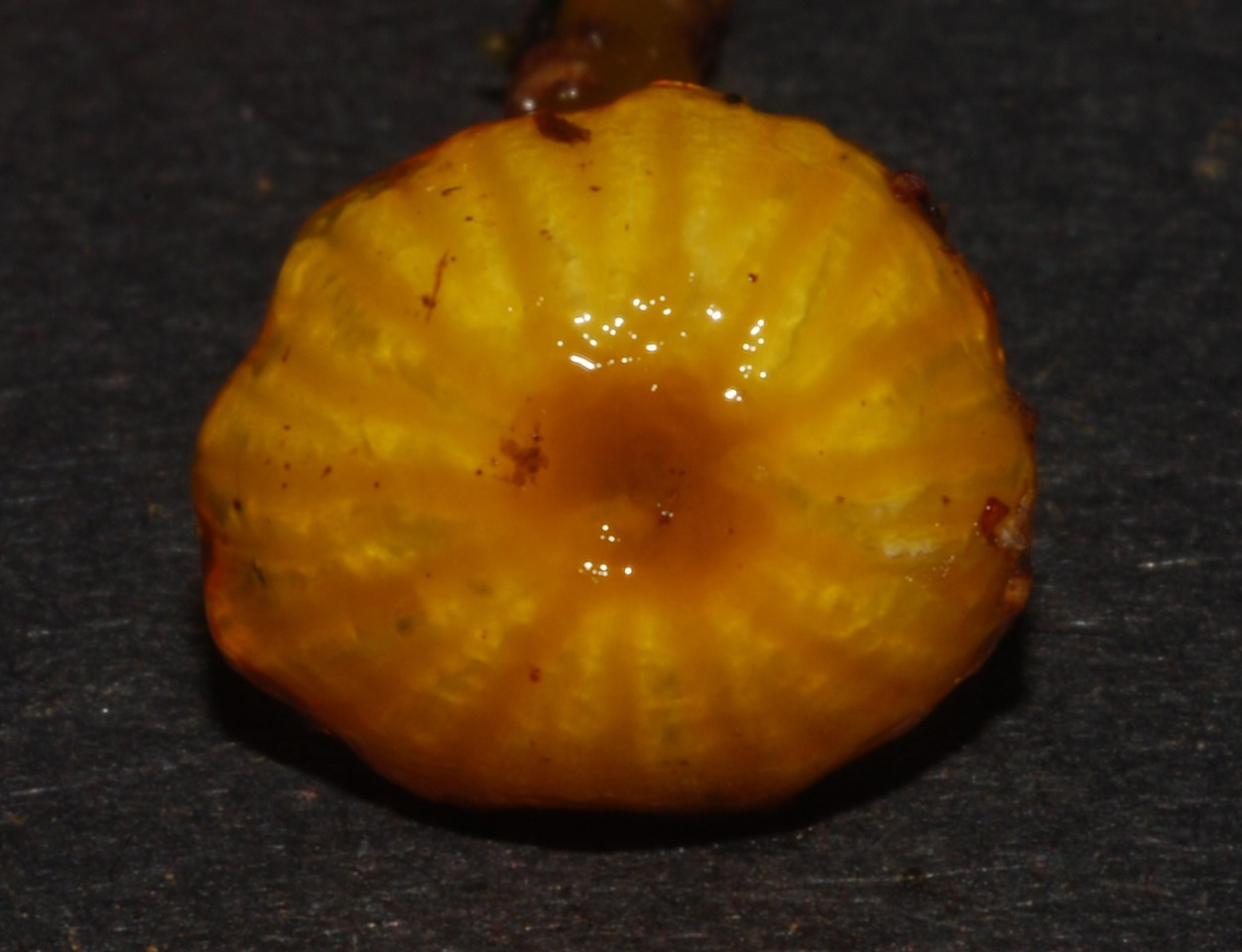
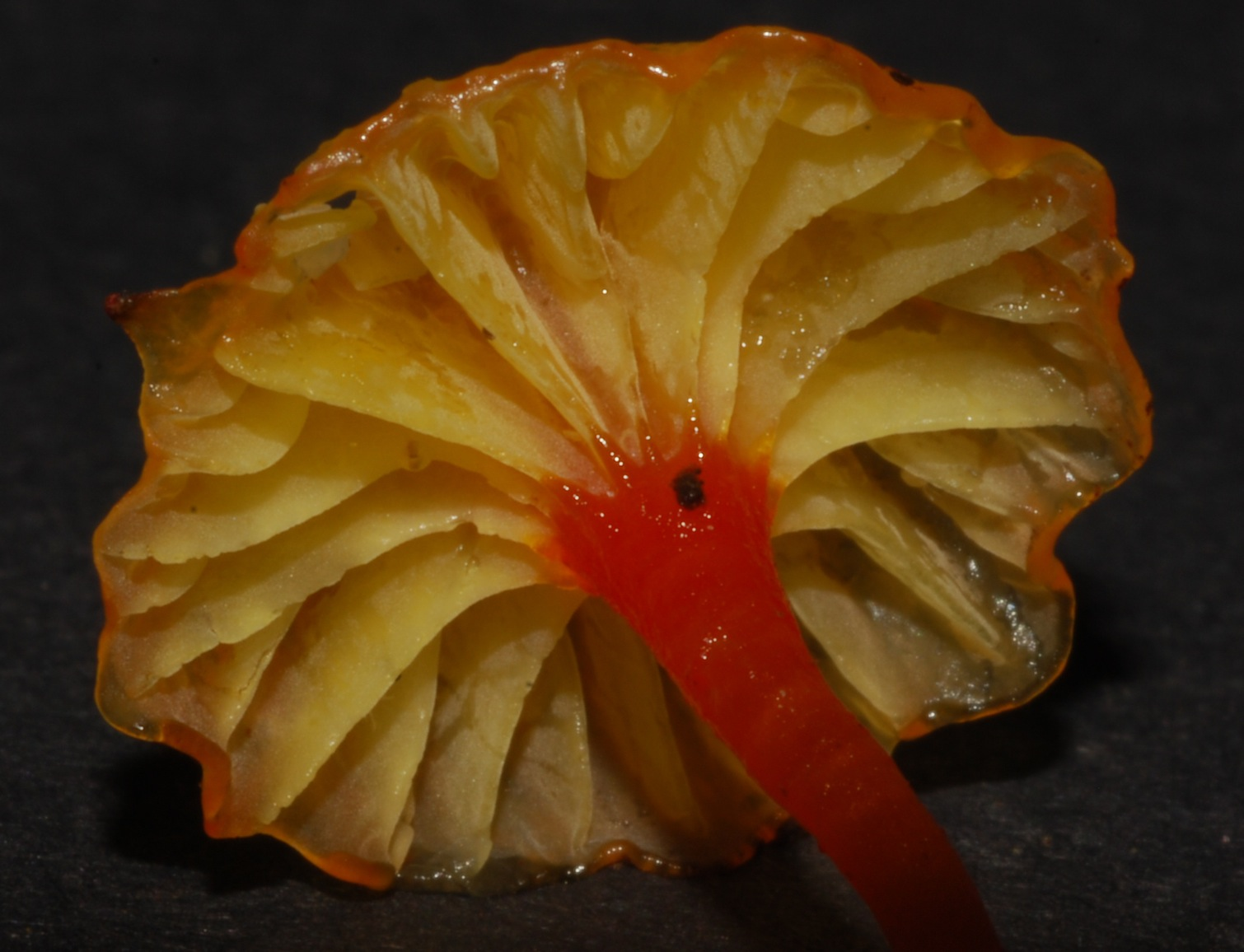